# Pazo Grup
Pazo Grup este un grup de companii din România care se ocupă în principal cu importul și distribuția produselor ceramice realizate de grupul italian Marazzi.
Din grupul Pazo, care a fost înființat în 2002, fac parte, pe lângă compania Pazo, și companiile Hidrotek, reprezentantul Jacuzzi în România și Terraform, cea mai mare firmă din România de servicii de montaj pentru toate tipurile de pardoseli.
În ianuarie 2007, grupul de firme deservea 50% din agenții economici care activau în domeniul imobiliar.
Cifra de afaceri:
- 2012: 6,1 milioane euro [3]
- 2009: 9 milioane euro [4]
- 2006: 6,5 milioane euro [2]
- 2005: 3,5 milioane euro [5]